# Динамична система
Динамичната система  или динамични системи (когато са наблюдавани множество такива) е такъв математически модел на някакъв обект, процес или явление, в който „флуктуациите и всички други статистически явления“ се пренебрегват.
Динамичната система е математическа абстракция, използвана в описанието на физични системи и тяхното изменение във времето. Примери за динамични системи са математическите модели, описващи люлеенето на махало, протичането на течност в тръба, промяната на броя риби от даден вид в езеро и много други.
Състоянието на дадена динамична система е еднозначно определено от набор от реални числа, или по-общо казано, множеството от точки в дадено пространство на състоянията. Малки промени в състоянието трябва да отговарят на малки промени в тези числа. Същите тези числа могат да се разглеждат и като координати в произволно геометрично пространство – многообразие. За всяка точка от това многообразие, или още фазово пространство, съществува единствено правило, описващо по-нататъшната еволюция на системата. Това правило е детерминистично: в дадено време след настоящия момент, съществува само едно възможно състояние, в което системата може да се намира.
Идеята за динамична система може да бъде намерена още в Нютоновата механика. Там, еволюцията на динамични системи е неявно дадена с някакво уравнение (диференчно или диференциално, напр.), което еднозначно определя състоянието на системата след даден къс интервал време. За да се определи състоянието за произволен момент време е необходимо да се извършат множество итерации, при всяка от която се напредва с такъв малък интервал от време. Веднъж тези уравнения интегрирани (аналитично или числено, с множество итерации) може да бъде определено състоянието на системата за произволен момент време. Множеството от тези състояния, които са и координати във фазовото пространство, се нарича траектория, орбита или фазова крива.
Преди масовото въвеждане на бързи изчислителни машини, решаването на динамични системи е било възможно само в някои прости случаи. Числените методи обаче правят възможно пресмятането на орбитите на голям брой динамични системи.
За прости динамични системи, често е напълно достатъчно да се знае орбитата на системата във фазовото пространство. Но по-сложните динамични системи е трудно да бъдат разбрани просто като се знае траекторията им. Трудности възникват поради:
- Системите са само приблизително познати – възможно е параметрите да са недостатъчно точни или да липсва друга информация от уравненията. Използваните са преодоляване на този проблем приближения могат да поставят под въпрос валидността на получените решения. За да се преодолее този проблем съществуват няколко метода за оценка на устойчивостта на решенията, като устойчивостта по Ляпунов или структурната устойчивост. Устойчивостта на дадена динамична система означава, че съществува клас от модели или начални условия, за които динамичната система следва едни и същи траектории във фазовото пространство. Простото сравняването на орбити с цел установяване на тяхната еднаквост зависи от използваното понятие за устойчивост.

- Познаването на типа траектория, която динамичната система следва, може да е по-важно от точната траектория на системата. Някои траектории могат да са периодични, но други могат да прекарват системата през различни състояния. Класифицирането на всички възможни траектории позволява качествено изследване на динамичните системи, т.е. изследване на свойства, които не се променят при смяна на координатите.

- За практически цели, може да е необходимо и да се познава поведението на траекториите като функция от даден параметър. С промяна на параметъра, динамичната система може да има точки на бифуркация, в които поведението на динамичната система се променя качествено. Например, може да се наблюдава преход от периодична траектория към непериодична или съвсем произволна траектория, като например прехода от ламинарност към турбулентност в даден флуид.

- Траекториите на динамичната система могат да имат много необичаен, дори произволен ход. В такива случаи може да е възможно да се изчислят само средни стойности на някои величини за дадената траектория. Това има смисъл, когато системите са ергодични. Разбирането на статистическия характер на динамичните системи е помогнало да се положат основите на статистическата механика и теорията на хаоса.

За пионер в изследването на динамичните системи се счита френският математик Жул Анри Поанкаре.

## Проблеми на динамичните системи
В математиката диферентния морфизмът (diffeomorphism) е изоморфизъм на гладките многообразия. Това е "обратна функция", която преобразува едно диференцируемо многообразие в друго, така че както функцията, така и нейната инверсия да са диференцируеми.

## Виж още
- Комплексна динамика
- Теорема на Шарковски